# Imelda Guillermina Barnett Díaz

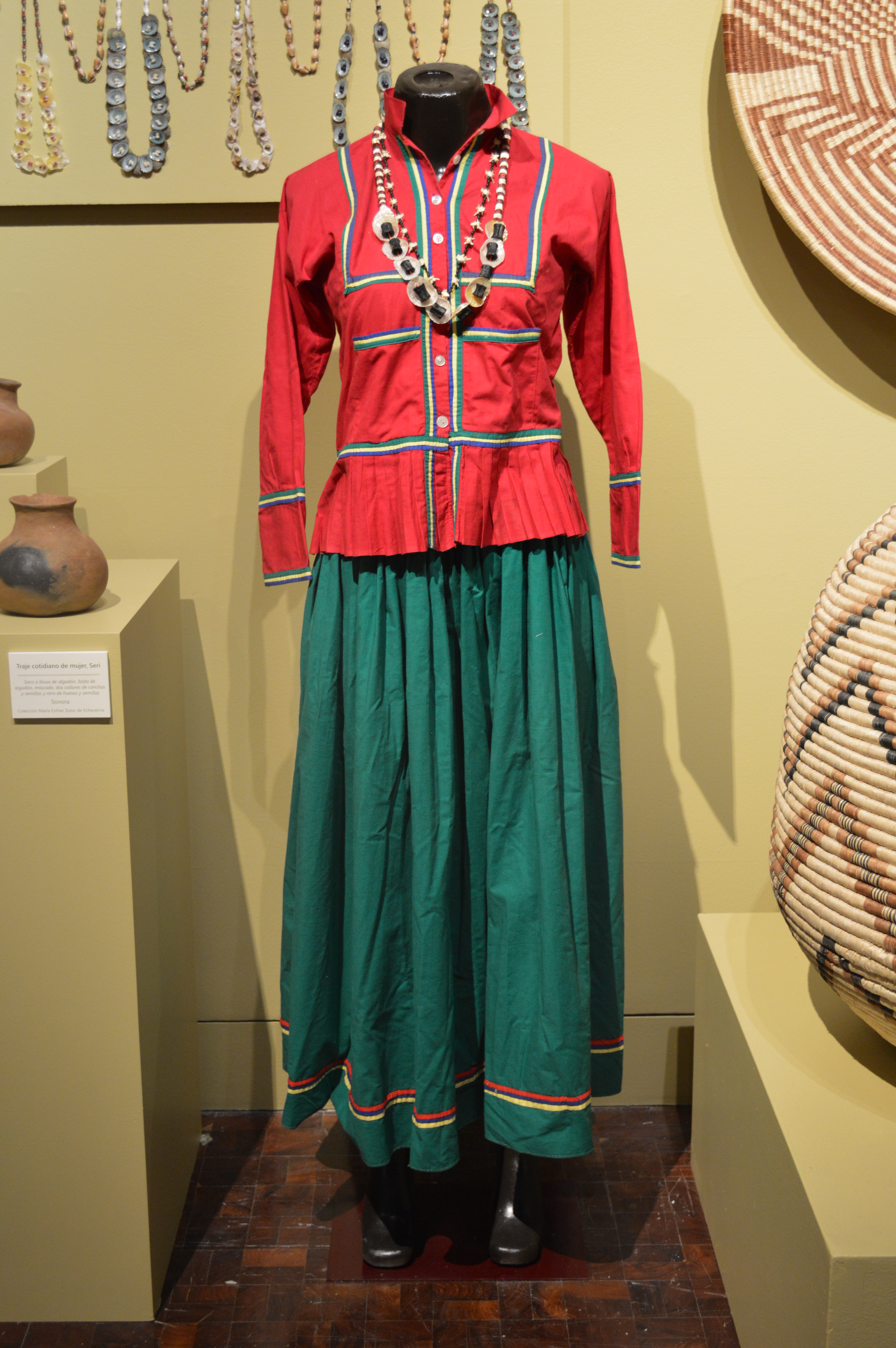
Indumentaria seri

Imelda Guillermina Barnett Díaz (Punta Chueca, Sonora, 17 de mayo de 1976), también conocida como Mina Barnett es una artesana seri,  activista ambiental y promotora cultural de la nación Comcaác en Sonora, México. Sus diseños textiles forman parte de la Colección del Instituto Nacional de los Pueblos Indígenas.

## Trayectoria
Desde los 9 años de edad, Imelda Guillermina ha trabajado con distintas técnicas de artesanía para la elaboración de cestos, collares de caracoles, figuras de madera, trajes tradicionales y coritas. Las coritas son canastas hecha de la fibra del torote, un arbusto típico del desierto, se realizan en un tejido muy delgado con diseños y colores vegetales que los artesanos preparan, lo que las distingue como piezas únicas. Fue una de estas piezas que la dio el reconocimiento del noveno lugar en la premiación de artesanía indígena llevada a cabo por el Instituto Nacional de Antropología e Historia (INAH) de Sonora en 2008. Su pieza se exhibió en el museo Antigua Penitenciaría, ubicado en Hermosillo, Sonora. 

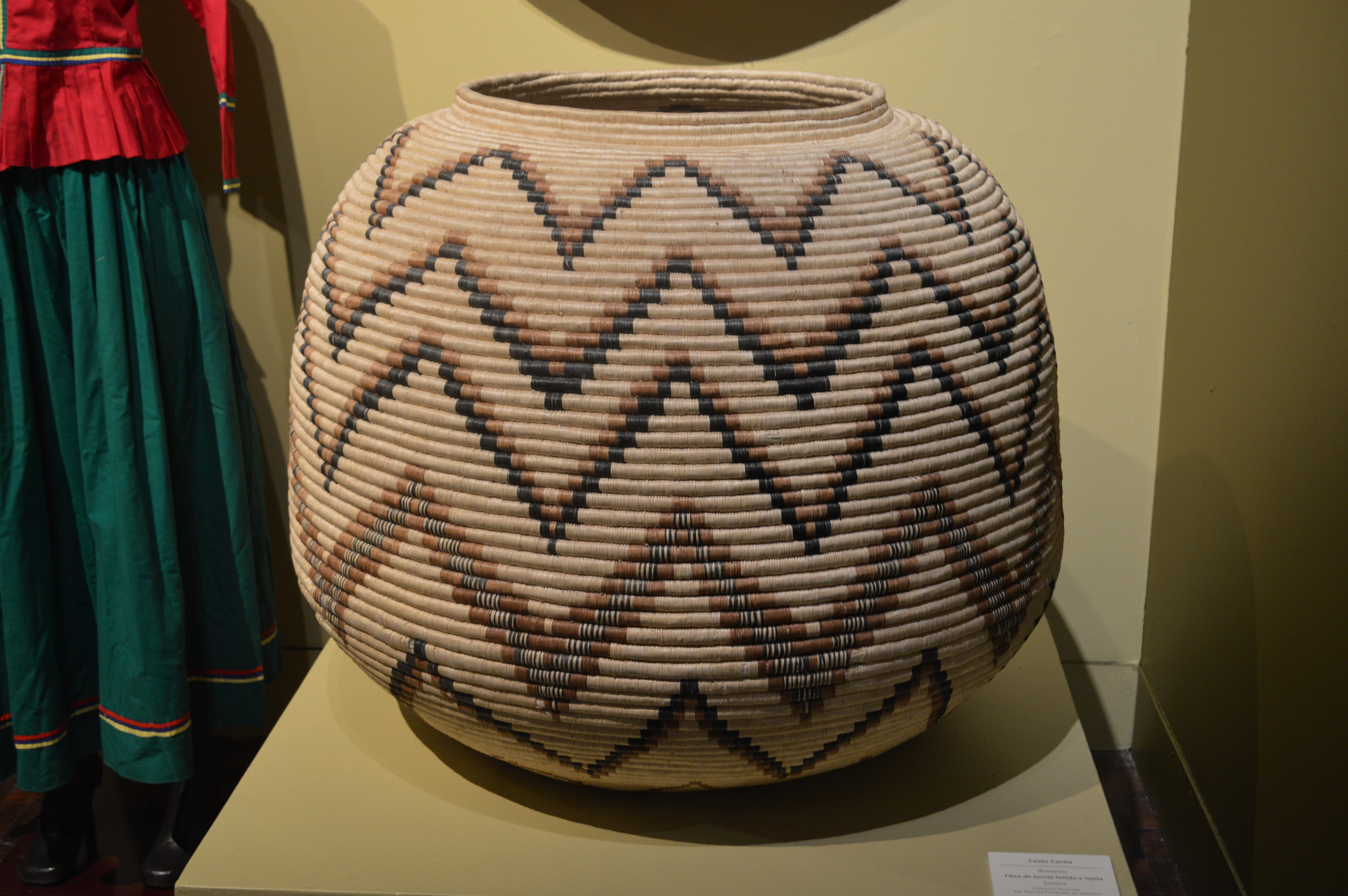
Corita, artesanía seri.

Sus diseños textiles son elaboradas en telas industriales confeccionados a mano, con detalles como aplicación de listones o collares de cuerda, como parte de la Colección del Instituto Nacional de los Pueblos Indígenas. Algunas de sus piezas forman parte de la exposición digital Un huipil al día, proyecto de divulgación dedicada a los textiles tradicionales de México a cargo de la restauradora mexicana Renata Schneider.

#### Activismo por el medio ambiente
Tras su participación en el Programa de Adaptación al Cambio Climático para la región de las Grandes Islas del Golfo, en colaboración con la Comisión Nacional de Áreas Naturales Protegidas (CONANP), el Fondo Mexicano para la Conservación de la Naturaleza (FMCN) y la Agencia Alemana de Cooperación al Desarrollo (GIZ) fue seleccionada para realizar un viaje a India junto con su hermana Francisca Barnett, Verónica Molina y Cecilia Moreno con el propósito de aumentar la capacidad de adaptación al cambio climático de las poblaciones que habitan las Áreas Naturales Protegidas, con un enfoque participativo, multicultural y de género.
Los efectos del cambio climático afectan de mayor manera a las comunidades marginadas, incluyendo a los pueblos indígenas y tradicionales. Las mujeres comcáac fueron las únicas representantes de América Latina en esa edición, donde se capacitaron en energía solar, aprendieron a construir, reparar y mantener paneles de celdas solares y desarrollaron un proyecto durante seis meses en el Barefoot College, en Rajastán. Su participación en el programa fue desde septiembre de 2016 hasta marzo de 2017.

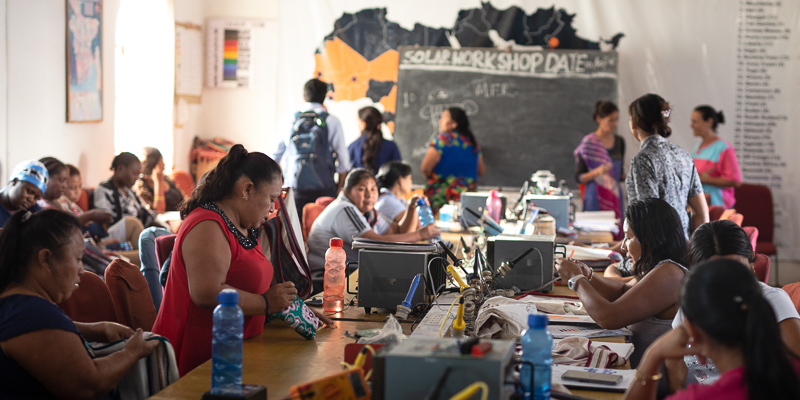
Mujeres de comunidades rurales en Barefoot College, Rajasthan, India

Una vez que concluyó el programa, Guillermina se convirtió en una Solar Mama, como se les denomina a las mujeres de diferentes comunidades vulnerables del mundo que se capacitan en el Barefoot College, las cuales tienen como objetivo aplicar los conocimientos y habilidades aprendidas para apoyar al progreso de su región. En junio de 2020, después de una ardua gestión, lograron materializar la primera fase de su proyecto colocando 46 paneles solares de 375 watts de potencia cada uno en el pozo abastecedor de agua en El Desemboque, con lo cual lograron reducir los costos de agua para su comunidad; así como, garantizar el abastecimiento permanente de la misma. Mina Barnett y su hermana Francisca Barnett aparecieron en el documental: Flip the switch, del Barefoot College, donde narran su experiencia durante la escuela en la India y las experiencias al volver a sus pueblos.
Por decisión de las integrantes del proyecto, los ingenieros y las organizaciones que apoyaron, los paneles reciben el nombre de Proyecto Solar Francisca Barnett Díaz, debido a que las hermanas Barnett fueron quienes lo idearon; sin embargo, Francisca murió antes de verlo culminado.
Participa activamente en propuestas de desarrollo para su comunidad, en 2019 junto con Simona Aldama de la comunidad Mayo, Mario Bacasegua Buitimea, de la comunidad Yaqui asistieron al Foro de Consulta para la definición del PND 2019-2024 y entregaron propuestas a la gobernadora de Sonora, Claudia Pavlovich para la elaboración del Plan Nacional de Desarrollo.  